# Ronnie Pander
Ronus „Ronnie“ Pander (* 5. März 1977 in Harkema) ist ein  niederländischer Fußballspieler.
Pander kam aus der Jugend von Harkema Opeinde zum SC Heerenveen, bei dem er 1994 in den Profikader aufgenommen wurde. Bis 1999 kam der Mittelfeldspieler auf 44 Eredivisie-Einsätze für den friesischen Klub, blieb allerdings ohne Torerfolg. Er wechselte anschließend zu BV Veendam, für den er bis 2005 in der Eerste Divisie 135-mal auflief; hierbei konnte er 21 Treffer erzielen.
Bis zur Saison 2007/08 spielte er in Assen beim Asser Christelijke Voetbalclub, den er im Sommer 2008 verließ, um zu seinem Jugendverein Harkema Opeinde zurückzukehren.
1995 spielte Pander in Heerenveen die Titelrolle im Musical Abe! über das Leben des niederländischen Nationalspielers Abe Lenstra.